# Tournoi de Wimbledon 1914
 (mai 2023).
Si vous disposez d'ouvrages ou d'articles de référence ou si vous connaissez des sites web de qualité traitant du thème abordé ici, merci de compléter l'article en donnant les références utiles à sa vérifiabilité et en les liant à la section « Notes et références ».
Résultats du Tournoi de Wimbledon 1914.

## Simple messieurs
Finale : Norman Brookes  Australie bat Anthony Wilding  Nouvelle-Zélande 6-4, 6-4, 7-5

## Simple dames
Finale : Dorothea Douglass Chambers  Royaume-Uni bat Ethel Larcombe  Royaume-Uni